# Trufla letnia

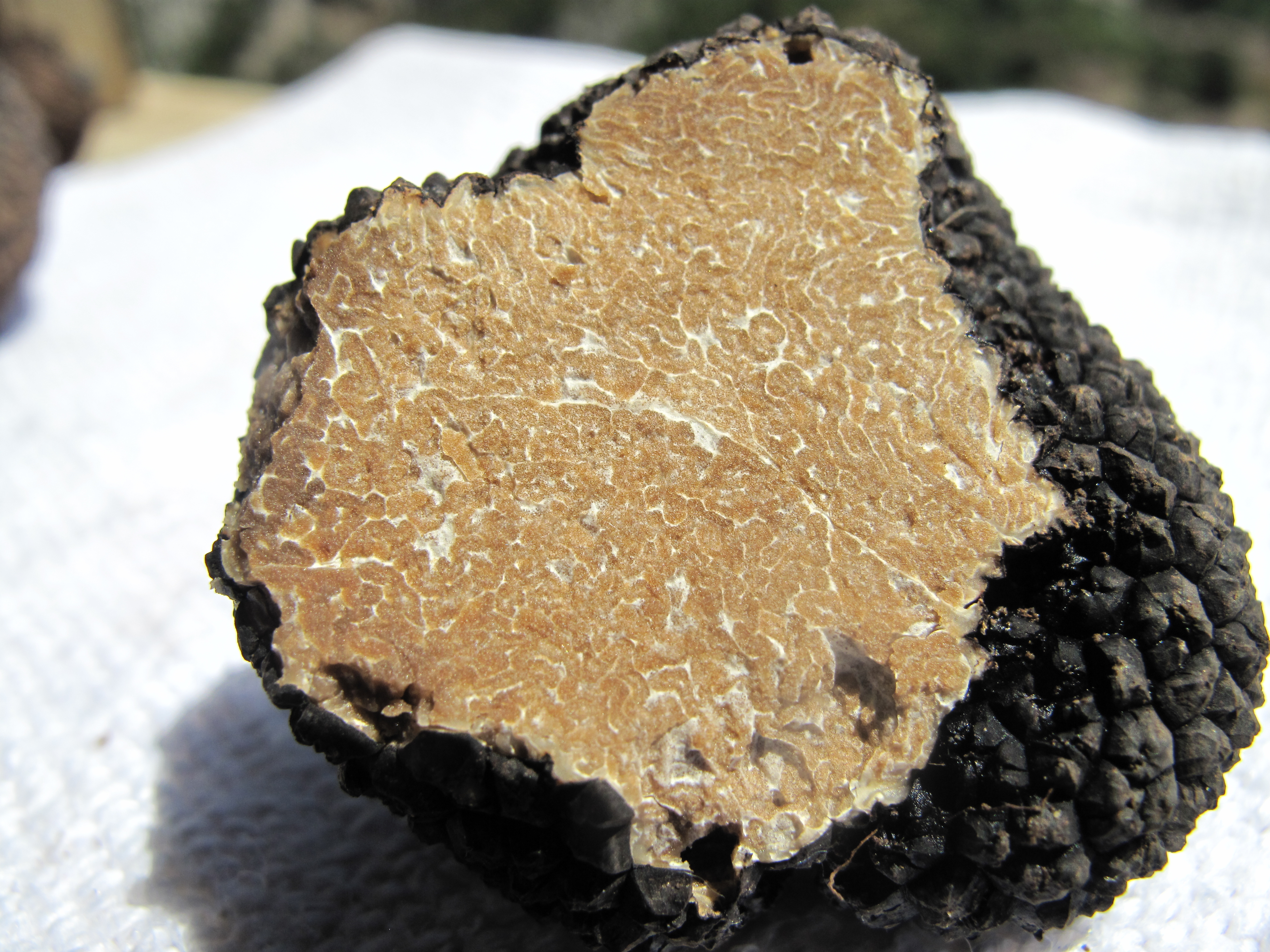
Przekrój owocnika

Trufla letnia (Tuber aestivum Vittad.) – gatunek grzybów należący do rodziny truflowatych (Tuberaceae).

## Systematyka
Pozycja w klasyfikacji według Index Fungorum: Tuber, Tuberaceae, Pezizales, Pezizomycetidae, Pezizomycetes, Pezizomycotina, Ascomycota, Fungi.
Tuber aestivum jest gatunkiem typowym rodzaju trufla (Tuber). Został po raz pierwszy zdiagnozowany taksonomicznie przez Carlo Vittadiniego w „Monographia Tuberacearum” w 1831 r. Zaklasyfikowano tam rodzaj Tuber do sekcji Centrales rodziny Tubereae, należącej do podrzędu Angiogasrum w ówczesnej klasie Gasteromycetum. Gatunek ten został tam opisany m.in. jako „Rotundato-difforme, [...] polyedris exasperatum, nigro-brunneum, [...] Odor fermenti subaromaticus, vel Zeae immaturae subustae.”. W tej samej publikacji Vittadini opisał także Tuber mesentericum, obecnie nie rozróżnianą od Tuber aestivum.

## Morfologia
Askokarp
Pokroju kulistawego, średnicy 2–7 (do 10) cm. Okrywa askokarpu jest gruba, czarnobrązowa, pokryta piramidkowymi, 5–6-bocznymi guzkami. Obłocznia początkowo biaława, potem żółtawa lub oliwkowobrązowa, z białawym, marmurkowatym wzorem na przekroju. Worki o wymiarach 67,5–87,5 × 65–72,5 μm, maczugowate lub niemal kuliste, zawierające od 2 do 4 (do 6) askospor każdy.
Zarodniki
Szerokoelipsoidalne, o wymiarach przeważnie 25–50 × 17–37 μm (rozmiary zależne od ich ilości w worku), z powierzchnią pokrytą siatkowatą ornamentacją o wysokości 2,5–3 μm, początkowo bezbarwne (hialinowe), po dojrzeniu żółte lub żółtobrązowe.

## Występowanie i siedlisko
Występowanie trufli letniej potwierdzono w: Austrii, Australii, Bułgarii, Danii, Francji, Hiszpanii, Niemczech, Portugalii, Słowenii, Stanach Zjednoczonych, Szwecji, Węgrzech, Wielkiej Brytanii i Włoszech. Na Czerwonej liście roślin i grzybów Polski jest zaliczana do gatunków wymarłych (Ex). Pomimo tego, w 2007 roku udało się jednak odnaleźć miejsce jej występowania na terenie południowej Polski.
Grzyb podziemny. Rozwija się w lasach liściastych (czasami iglastych), często pod bukami lub dębami, na wapiennych glebach. Wytwarza owocniki od sierpnia do grudnia (w Europie), przeważnie 10–15 cm pod powierzchnią gruntu.

## Znaczenie
Grzyb mykoryzowy, rozwijający się w glebie i wytwarzający jadalne, bulwiaste, podziemne owocniki. Są one jadalne, jednak mają mniejsze walory smakowe od trufli białej (piemonckiej) czy czarnozarodnikowej (perygordzkiej). Obecnie określana jako „grzyb korzenny o średniej jakości”, chociaż w starszych publikacjach jako „bardzo smaczny grzyb jadalny, jeden z najcenniejszych gatunków”.